# 玉田誠
玉田誠（日语：玉田 誠，1967年—），是一位日本推理小說評論家和翻譯家，於神奈川縣出生，畢業於青山學院大學法學部，曾數度擔任島田莊司推理小說獎的評審，亦曾翻譯多部華文推理作品。他曾提出「廿一世紀本格創作理論」，區分了以讀者無法預測的「詭計」所主導的新本格和以新科技等讀者感到陌生的事物而構成「驚奇裝置」的廿一世紀本格，並指出廿一世紀本格並非一種特質和風格，而是一種寫作技法。